# Четвёртое правительство Меркель
Четвёртое правительство федерального канцлера Германии Ангелы Меркель — правительство так называемой «Большой коалиции» (коалиции двух политических партий, получивших на парламентских выборах в сентябре 2017 года наибольшее количество голосов, но не набравших абсолютного большинства и не имеющих возможности создать однопартийное правительство или коалицию с «младшим партнёром»).
Правительство было приведено к присяге 15 марта 2018 года.
26 октября 2021 года федеральное правительство было отставлено федеральным президентом Штайнмайером, но сохраняло полномочия до формирования нового кабинета 8 декабря 2021 года.
- Ангела Меркель (Angela Merkel) (ХДС) — канцлер
- Хельге Браун (Helge Braun) (ХДС) — министр по особым поручениям и руководитель канцелярии
- Олаф Шольц (Olaf Scholz) (СДПГ) — заместитель канцлера и министр финансов
- Хайко Маас (Heiko Maas) (СДПГ) — министр иностранных дел
- Хорст Зеехофер (Horst Seehofer) (ХСС) — министр внутренних дел, строительства и родины
- Катарина Барли (Katarina Barley) (СДПГ) — министр юстиции и защиты прав потребителей (до 27 июня 2019)
  - с 27 июня 2019 — Кристина Ламбрехт (Christine Lambrecht) (СДПГ)
- Петер Альтмайер (Peter Altmaier) (ХДС) — министр экономики и энергетики
- Хубертус Хайль (Hubertus Heil) (СДПГ) — министр труда и социальных вопросов
- Юлия Клёкнер (Julia Klöckner) (ХДС) — министр продовольствия и сельского хозяйства
- Урсула фон дер Ляйен (Ursula von der Leyen) (ХДС) — министр обороны (до 17 июля 2019)
  - с 17 июля 2019 — Аннегрет Крамп-Карренбауэр (Annegret Kramp-Karrenbauer) (ХДС)
- Франциска Гиффай (Franziska Giffey) (СДПГ) — министр по делам семьи, пожилых граждан, женщин и молодёжи
  - с 19 мая 2021 — Кристина Ламбрехт (Christine Lambrecht) (СДПГ)
- Йенс Шпан (Jens Spahn) (ХДС) — министр здравоохранения
- Андреас Шойер (Andreas Scheuer) (ХСС) — министр транспорта и цифровой инфраструктуры
- Свенья Шульце (Svenja Schulze) (СДПГ) министр окружающей среды, охраны природы и ядерной безопасности
- Аня Карличек (Anja Karliczek) (ХДС) — министр образования и научных исследований
- Герд Мюллер (Gerd Müller) (ХСС) — министр экономического сотрудничества и развития